# Gromada Wielkie
Die Gromada Wielkie war eine Verwaltungseinheit in der Volksrepublik Polen zwischen 1954 und 1960. Verwaltet wurde die Gromada vom Gromadzka Rada Narodowa dessen Sitz sich in Wielkie befand und aus 14 Mitgliedern bestand. Die Gromada Wielkie gehörte zum Powiat Lubartowski in der Woiwodschaft Lublin und bestand aus den Dörfern Wielkie, Glinnik und  Izabelmont, ehemaligen Gromadas der aufgelösten Gmina Abramów. Zum 1. Januar 1960 wurden die Gromada Wielkie aufgelöst und die Dörfer der Gromda Abramów zugeordnet.